# 4788 Simpson
4788 Simpson eller 1986 TL1 är en asteroid i huvudbältet som upptäcktes den 4 oktober 1986 av den amerikanske astronomen Edward L.G. Bowell vid Anderson Mesa Station. Den är uppkallad efter kompositören Robert Simpson.
Asteroiden har en diameter på ungefär 3 kilometer.